# 向陽國家森林遊樂區

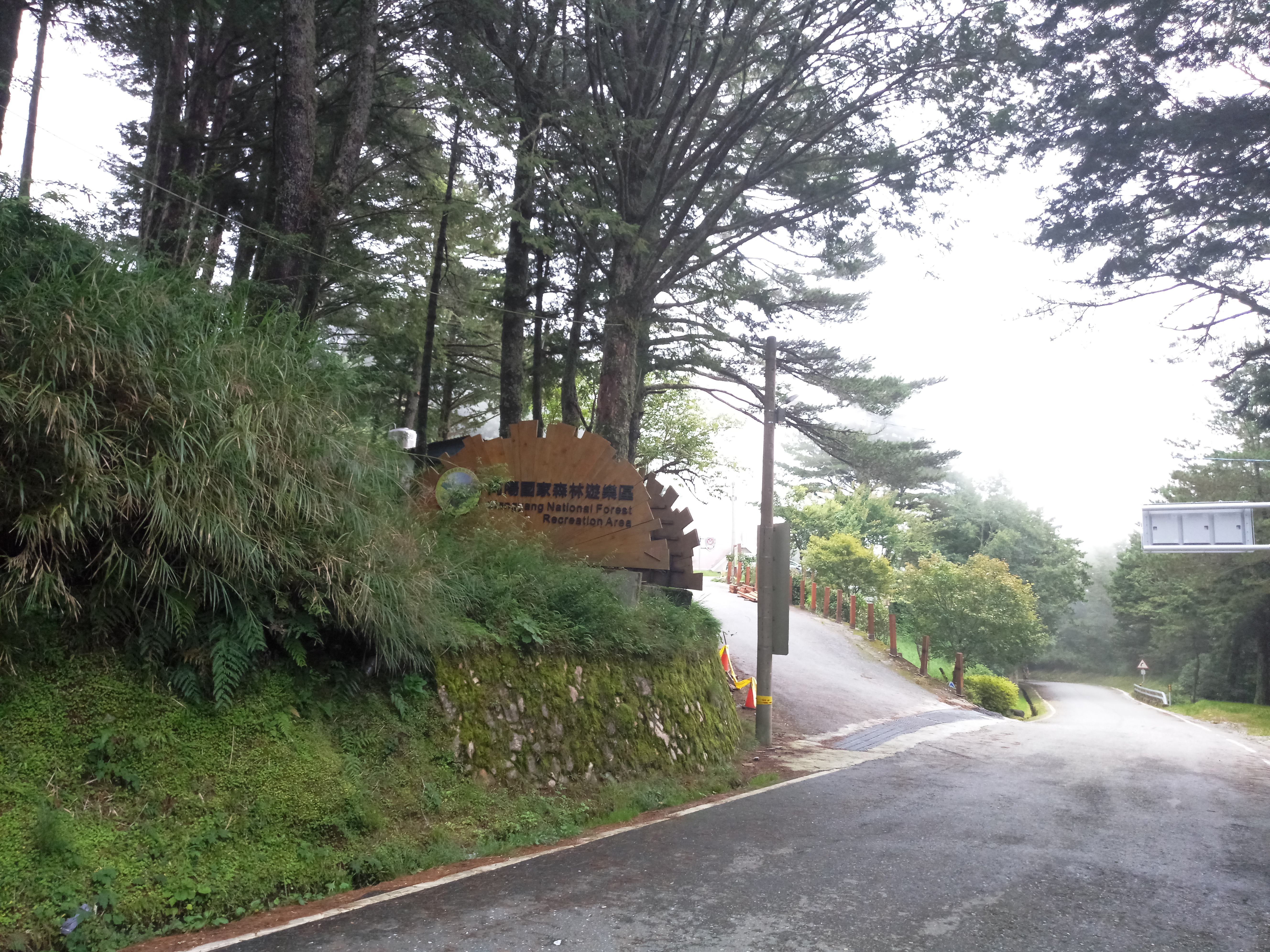
向陽國家森林遊樂區的大門口（圖中）。一旁的柏油路即是南橫公路（圖右），是該園區唯一可對外聯繫的通道。

向陽國家森林遊樂區，位於台灣台東縣海端鄉利稻村的一個國家森林遊樂區。
向陽國家森林遊樂區地處南橫公路（省道台20線）埡口與利稻之間，林木以台灣二葉松、紅檜為多，間雜台灣紅榨槭等變色葉闊葉木。區內有帝雉、山雀等多種鳥類棲息，並具有壯麗的日出及雲海景觀。由於地勢較高，秋冬季節到處可見紅葉，頗具特色。

## 外部連結
- 向陽國家森林遊樂區 - 台灣山林悠遊網（页面存档备份，存于）
- 旅遊資訊 - 國家森林遊樂區 - 向陽國家森林遊樂區（页面存档备份，存于）
- 向陽國家森林遊樂區 - 台東觀光旅遊網（页面存档备份，存于）
- 旅遊資訊 - 自然步道 - 向陽國家森林遊樂區步道群
- 向陽國家森林遊樂區 - 國家森林遊樂區 _ 交通部中央氣象局 （页面存档备份，存于）
- 愛上嘉明湖的Facebook專頁